# Lifted (canción)
«Lifted» es una canción pop del álbum de debut Ocean Drive escrita e interpretada por el dúo británico Lighthouse Family y producida por Mike Peden. Fue publicado como sencillo principal en mayo de 1995 alcanzando el Top 70 en el Reino Unido.
Tras ser reeditado en febrero de 1996 alcanzó el Top 10
En 1999, Lifted fue reeditada de nuevo bajo un nuevo cover.
En 2001, el Partido Laborista eligió el sencillo para su campaña en las elecciones generales del 2001.

## Pistas y formatos
| #            | Título                  | Duración |
| ------------ | ----------------------- | -------- |
| UK CD single |                         |          |
| 1.           | "Lifted" (full mix)     |          |
| 2.           | "Beautiful Night"       |          |
| 3.           | "Absolutely Everything" | 4:18     |
| 4.           | "Lifted" (instrumental) |          |

| #            | Title                           | Length |
| ------------ | ------------------------------- | ------ |
| UK CD single |                                 |        |
| 1.           | "Lifted" (7" edit)              |        |
| 2.           | "Lifted" (Linslee extended mix) |        |
| 3.           | "Lifted" (Linslee instrumental) |        |
| 4.           | "Lifted" (Nostalgia Freaks dub) |        |

| #                       | Título                                    | Duración |
| ----------------------- | ----------------------------------------- | -------- |
| UK CD single Re-release |                                           |          |
| 1.                      | "Lifted" (Single Version)                 | 4:31     |
| 2.                      | "Lifted" (Jones Nu Horizon Club Mix)      |          |
| 3.                      | "Lifted" (Jones Nu Horizon Club Mix Edit) |          |
| 4.                      | "Lifted" (Rokstone R&B Mix)               |          |
| 5.                      | "Lifted" (Linslee 7" Mix)                 |          |
| 6.                      | "Lifted" (Jones Nu Horizon Dub)           |          |

## Posicionamiento
| Lista (1995)              | Posición |
| ------------------------- | -------- |
| Lista de sencillos del RU | 61       |

| Lista (1996)                  | Position       |
| ----------------------------- | -------------- |
| Lista de sencillos del RU     | 4 (Re-release) |
| Eurochart Hot 100 Singles     | 15             |
| Lista de sencillos de Austria | 36             |
| Lista de sencillos de Holanda | 85             |